# Ricky Brown
Ricky Brown (Cincinnati, 27 dicembre 1983) è un ex giocatore di football americano statunitense che giocava nel ruolo di linebacker nella National Football League. Non venne scelto al Draft NFL 2006, successivamente firmò con i Raiders. All'università giocò a football al Boston College.

## Carriera professionistica

### Oakland Raiders
Brown non venne scelto al Draft 2006. Il 3 maggio firmò come rookie free agent con i Raiders un contratto triennale del valore di 1,08 milioni di dollari. Debuttò nella NFL l'8 ottobre dello stesso anno contro i San Francisco 49ers. Chiuse con 13 partite e 8 tackle totali.
Nella seconda stagione finì con 16 partite, di cui una da titolare, mettendo a segno 13 tackle totali.
Nella stagione 2008 a causa di un infortunio al ginocchio avvenuto in allenamento giocò solamente 7 partite, di cui 6 da titolare, con 37 tackle totali e forzò il suo primo fumble in carriera.
Il 16 marzo 2009 firmò un contratto annuale del valore di 1,545 milioni di dollari. Durante la settimana 5 si infortunò e il 21 novembre 2009 i Raiders decisero di inserirlo in lista infortunati. Chiuse con 5 partite, tutte da titolare, con 31 tackle totali e forzò il secondo fumble in carriera.
Il 23 marzo 2010 firmò un altro anno per un valore di 1,759 milioni di dollari. Terminò la stagione con 14 partite di cui una da titolare, 13 tackle totali e il suo terzo fumble forzato in carriera.

### New England Patriots
Dopo esser diventato unrestricted free agent il 20 agosto 2011 firmò con i Patriots. Il 2 settembre venne svincolato.

### Ritorno ai Raiders
Il 4 settembre 2011 firmò con i Raiders. Durante la partita vinta contro i New York Jets giocata il 26 settembre 2011 subì una commozione cerebrale. L'8 ottobre a causa di questo infortunio venne messo sulla lista infortunati chiudendo la stagione regolare in anticipo. Il 2 dicembre venne tolto dalla lista infortunati e svincolato. Finì con 3 partite giocate.

### Baltimore Ravens
Il 25 luglio 2012 firmò un contratto annuale del valore di 700.000 dollari con i Ravens, senza scendere mai in campo.

## Palmarès
- Super Bowl : 1

Baltimore Ravens: Super Bowl XLVII
- American Football Conference Championship: 1

Baltimore Ravens: 2012

## Statistiche
| Partite totali             | 58  |
| Partite totali da titolare | 13  |
| Tackle totali              | 102 |
| Sack                       | 0   |
| Intercetti fatti           | 0   |
| Fumble forzati             | 3   |
| Fumble recuperati          | 0   |
| Passaggi deviati           | 4   |